# Штрайтхаузен
Штрайтхаузен (нем. Streithausen) — община в Германии, в земле Рейнланд-Пфальц.
Входит в состав района Вестервальд. Подчиняется управлению Хахенбург. Население составляет 535 человек (на 31 декабря 2010 года). Занимает площадь 3,92 км².

## История
Первое документальное упоминание о коммуне относится ко 2 ноября 1279 году.